# Fragnes-La Loyère
Fragnes-La Loyère is een gemeente in het Franse departement Saône-et-Loire (regio Bourgogne-Franche-Comté). De plaats maakt deel uit van het arrondissement Chalon-sur-Saône. Fragnes-La Loyère is op 1 januari 2016 ontstaan door de fusie van de gemeenten Fragnes en La Loyère. De gemeente telde 1.434 inwoners op 1 januari 2022.

## Geografie
De oppervlakte van Fragnes-La Loyère bedroeg op 1 januari 2022 9,63 vierkante kilometer; de bevolkingsdichtheid was toen 148,9 inwoners per km².

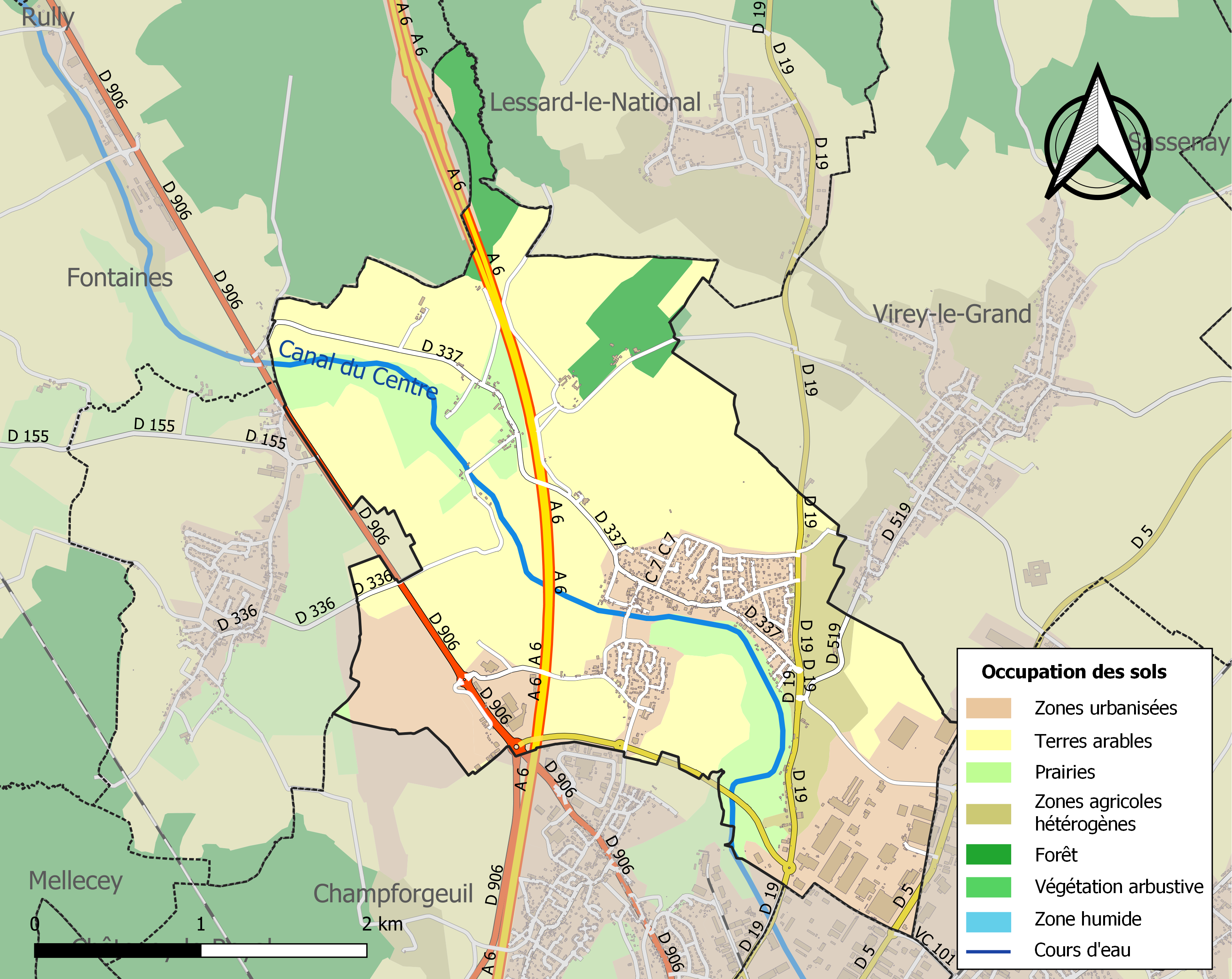
Kaart van de gemeente met de belangrijkste infrastructuur, bodemgebruik en omliggende gemeenten